# Stanisław Ignacy Witkiewicz
Stanisław Ignacy Witkiewicz, ps. artystyczny „Witkacy” (ur. 24 lutego 1885 w Warszawie, zm. 18 września 1939 w Jeziorach) – polski pisarz, malarz, filozof, dramaturg i fotografik.

## Życiorys

### Dzieciństwo i młodość
Stanisław Ignacy Witkiewicz urodził się w Warszawie 24 lutego 1885 roku, jako syn malarza i pisarza Stanisława Witkiewicza h. Nieczuja oraz Marii z Pietrzkiewiczów h. Ostoja, nauczycielki muzyki.

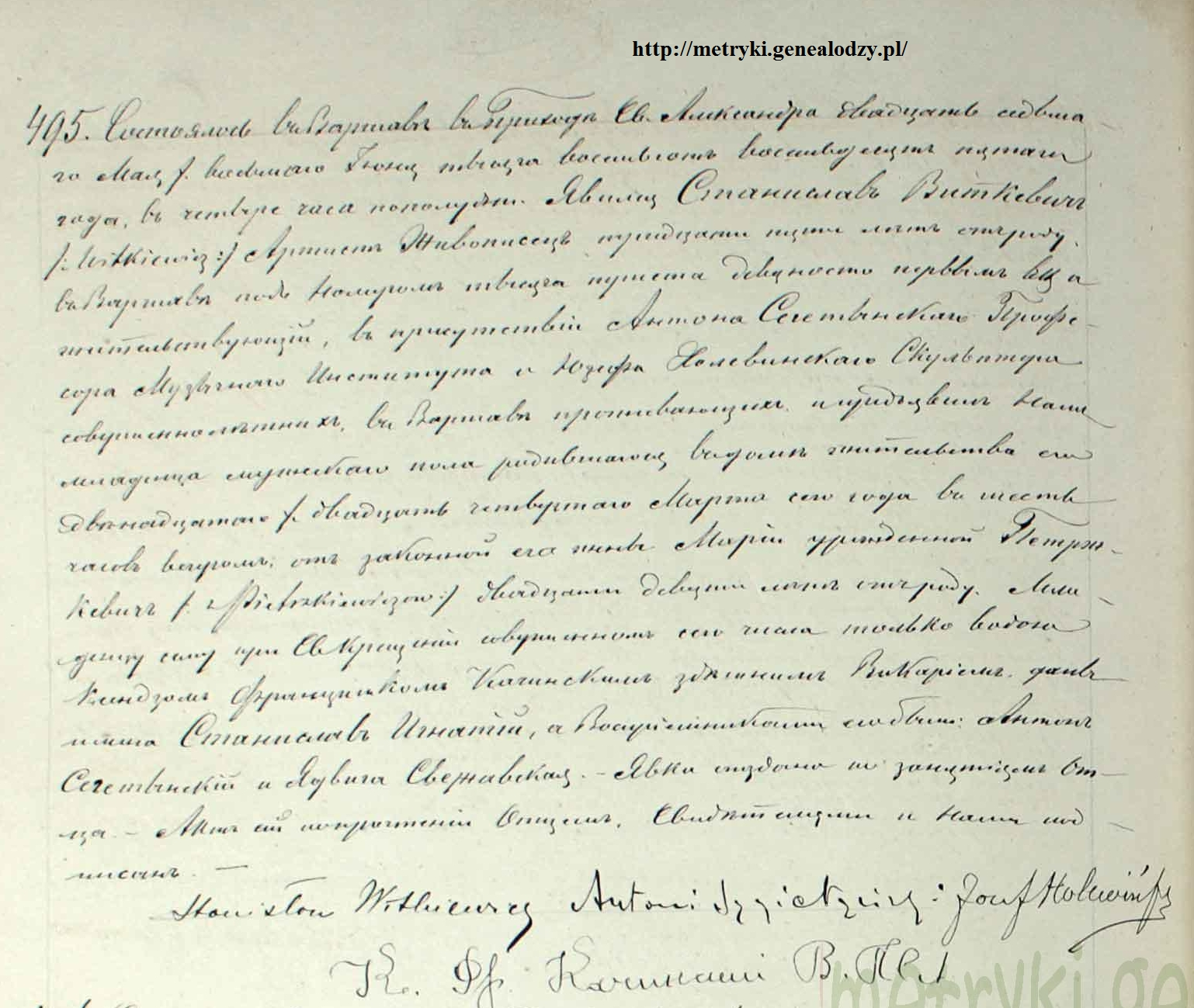
Akt urodzenia (warszawska parafia św. Aleksandra, 495/1885)
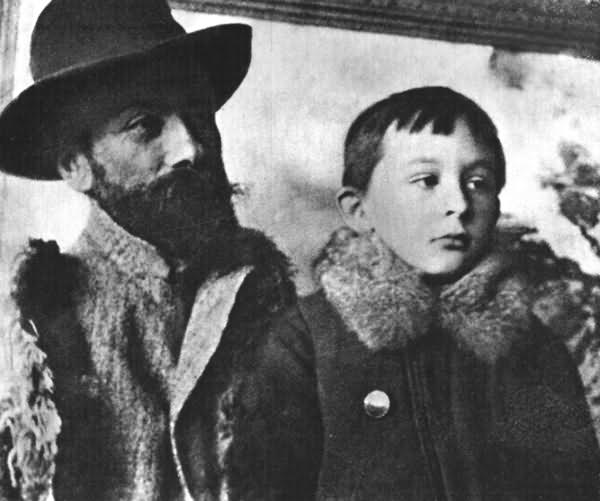
Młody S.I. Witkiewicz z ojcem, ok. 1893

Pierwsze lata życia spędził w Warszawie, mieszkając wraz z rodzicami w nieistniejącej dziś kamienicy przy ul. Hożej 11. W roku 1890, z powodu choroby ojca, rodzina przeniosła się do Zakopanego. Po przeprowadzce w góry, 27 stycznia 1891 roku Stanisław Ignacy został ochrzczony – matką chrzestną była aktorka Helena Modrzejewska, a ojcem chrzestnym Jan Krzeptowski-Sabała, gawędziarz i pieśniarz góralski. Jego ojciec był przeciwny uczenia go religii. Sam Witkacy nigdy nie uczęszczał do kościoła i nie uważał się za człowieka religijnego.
Edukacją Stanisława Ignacego zajął się ojciec, który, uważając, że szkoła niszczy indywidualność młodego człowieka, organizował synowi domowe korepetycje, często prowadzone przez wybitnych artystów i profesorów uniwersyteckich. Ukształtował też w młodym Stanisławie Ignacym zainteresowanie sztuką i literaturą. Młody Witkiewicz pisał dramaty, prace filozoficzne, interesował się malarstwem, fotografią i naukami ścisłymi. Kolekcjonował również owady.

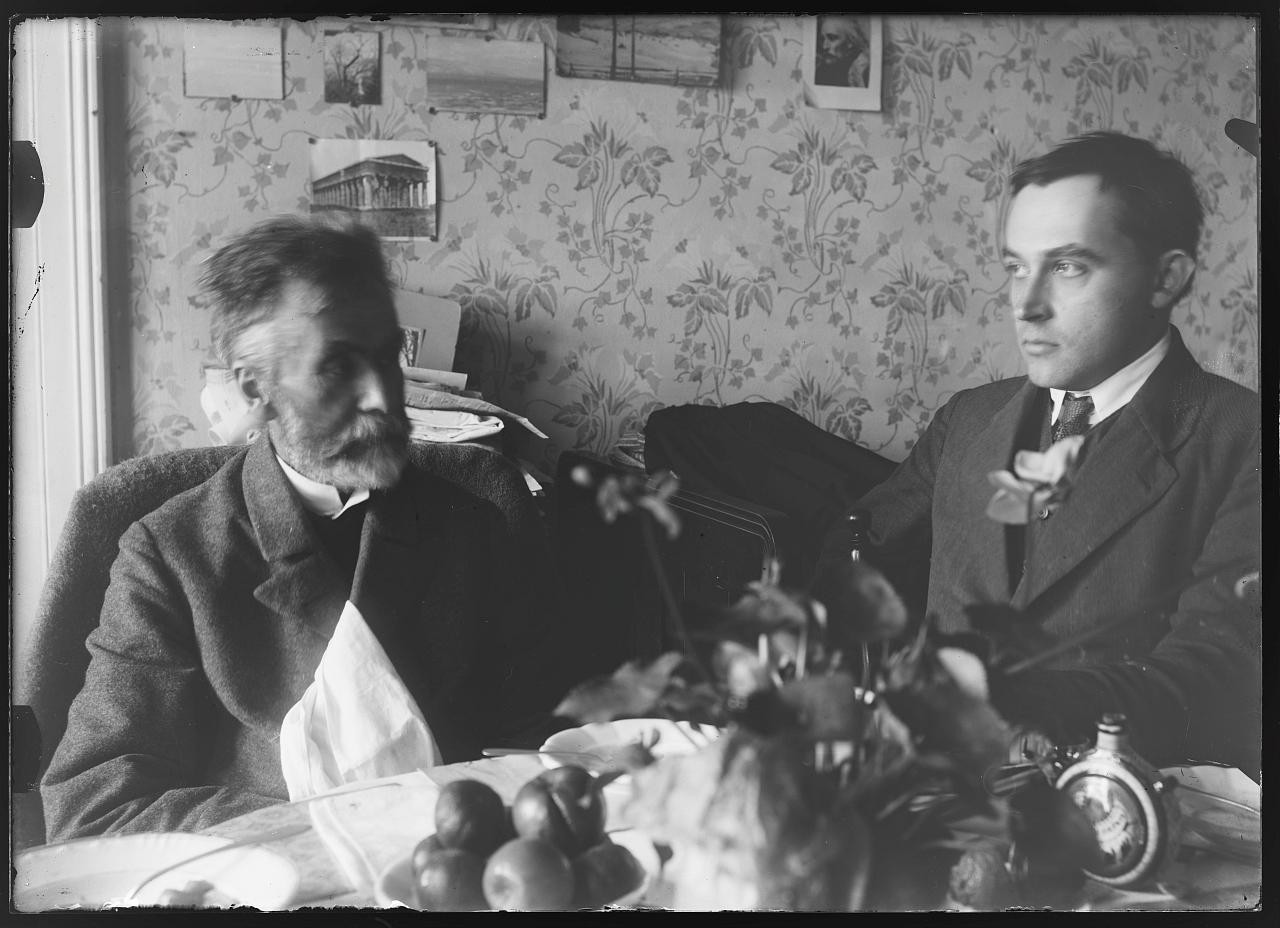
Stanisław Ignacy Witkiewicz z ojcem

W roku 1903 eksternistycznie zdał maturę we Lwowie. Wśród jego przyjaciół, poznanych w tym okresie, znajdowali się m.in.: Leon Chwistek – malarz, późniejszy matematyk, profesor Uniwersytetu Lwowskiego, Tadeusz Szymberski – młodopolski poeta, Bronisław Malinowski – przyszły antropolog oraz fotografik Tadeusz Langier.
W roku 1905 Witkiewicz – wbrew woli ojca – rozpoczął studia w krakowskiej Akademii Sztuk Pięknych, najpierw w pracowni Jana Stanisławskiego, później Józefa Mehoffera, których nie ukończył. Kilkuletni pobyt w Krakowie był w jego życiu podstawowym doświadczeniem. Włączył się wówczas w działania artystyczne grupy młodych malarzy związanych z ASP, wiele podróżował, m.in. do Paryża, poznając najnowsze prądy malarstwa europejskiego. W tym okresie Witkiewicz przeżywał też burzliwy, kilkuletni związek z Ireną Solską, wybitną artystką teatralną. Wyrazista postać kobieca, której pierwowzorem była „pani S.”, stanie się częstym motywem w jego późniejszej twórczości.

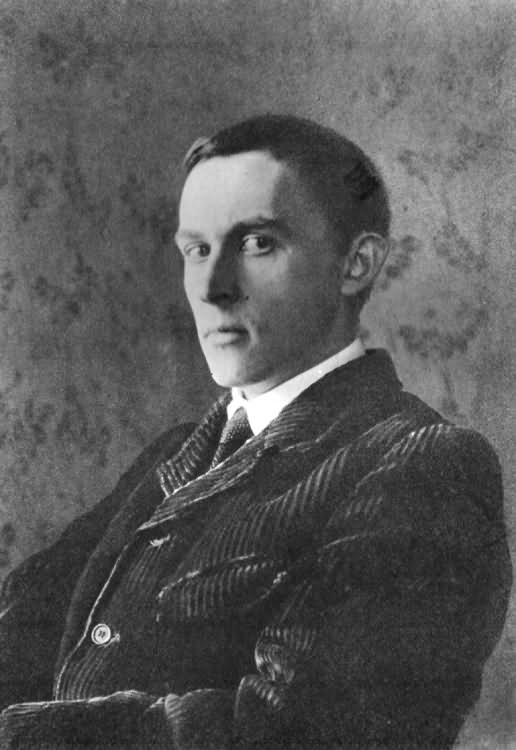
Stanisław Ignacy Witkiewicz (ok. 1912)

### Podróże i pobyt w Rosji

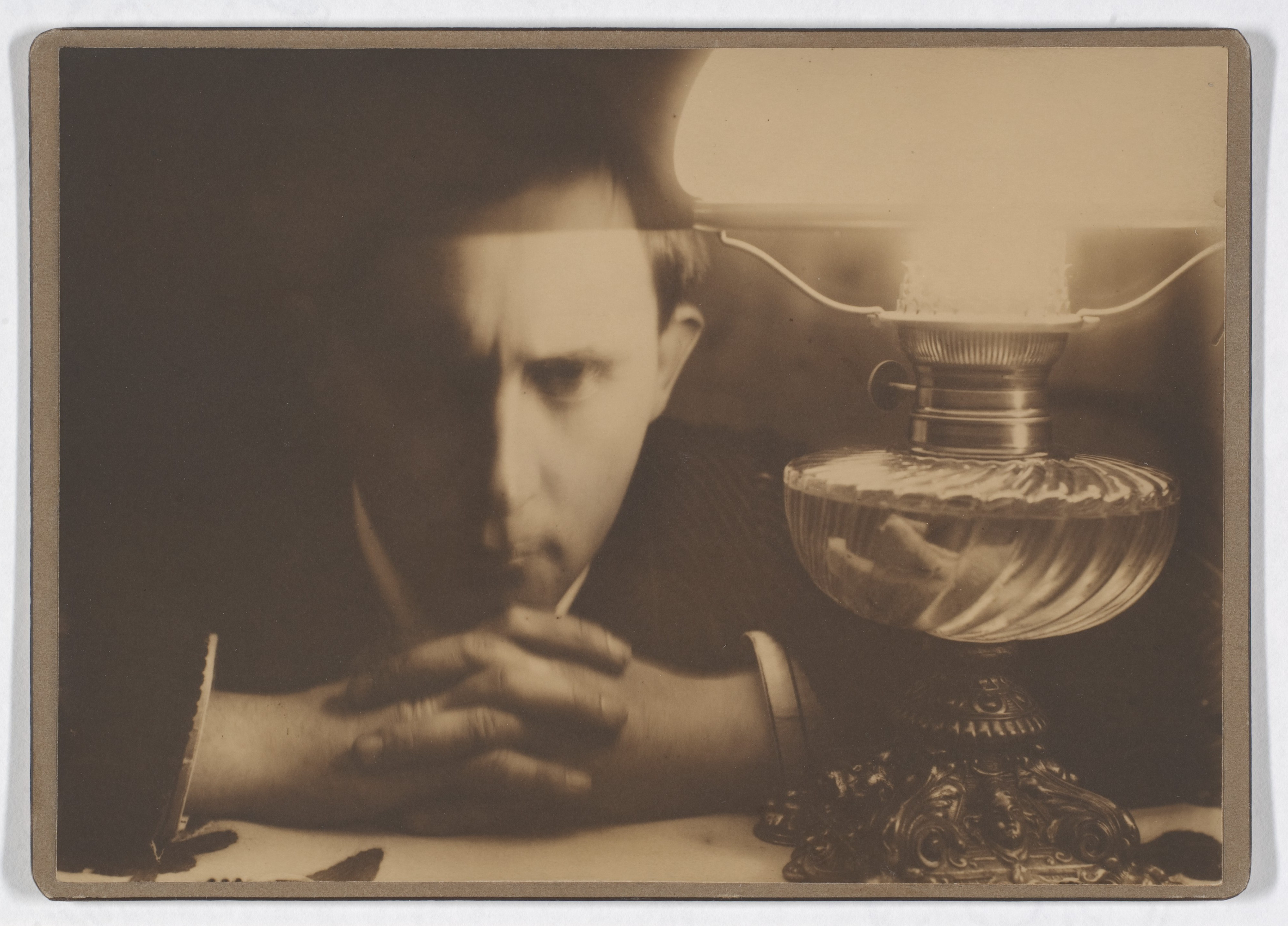
Stanisław Ignacy Witkiewicz, Kolaps przy lampie, 1913

Lata po krakowskich studiach Stanisław Ignacy spędził w Zakopanem, malując i pisząc. Często podróżował do Lovranu w Chorwacji, gdzie z powodu choroby przeniósł się jego ojciec. Jego pseudonim „Witkacy” pojawił się po raz pierwszy w podpisie widokówki wysłanej do ojca 6 kwietnia 1913 roku. Został utworzony, poprzez połączenie nazwiska z drugim imieniem, dla odróżnienia od sławnego ojca. W 1913 roku cierpiał na ostry kryzys psychiczny i skorzystał z porady psychiatry-freudysty, doktora Karola Beauraina. 21 lutego 1914 roku popełniła samobójstwo narzeczona Witkiewicza, Jadwiga Janczewska. Jako że tragedia wydarzyła się bezpośrednio po kłótni narzeczonych, zarówno Stanisław Ignacy, jak i wiele osób z otoczenia obwiniało jego samego o przyczynienie się do samobójstwa Janczewskiej. Witkacy bardzo boleśnie przeżył jej śmierć. Przed popełnieniem samobójstwa powstrzymywała go jedynie myśl o matce. Jako jeden z nielicznych pomoc zaoferował mu przyjaciel Bronisław Malinowski, proponując udział w wyprawie naukowej na Nową Gwineę. Witkiewicz miał uczestniczyć w niej w roli fotografa, dokumentującego kolejne etapy podróży. W czerwcu 1914 roku pojechał do Londynu, gdzie miała się rozpocząć podróż, a następnie już z Malinowskim i kilkoma jego towarzyszami wypłynęli w kierunku Australii i Nowej Gwinei, z kilkudniowym pobytem na Cejlonie.
Choć sama podróż, dająca możliwość obcowania z egzotyczną kulturą i przyrodą była dla Witkacego interesująca, nie dała poprawy jego depresyjnego stanu, wywołanego tragicznymi wydarzeniami. Po serii konfliktów z Malinowskim podjął decyzję o odłączeniu się od wyprawy i powrocie do Europy, gdzie w tym samym czasie rozpoczęły się walki I wojny światowej. Witkiewicz nie podzielał poglądów politycznych swojego ojca, zwolennika Piłsudskiego, i uważał, że Polacy powinni w nowym konflikcie zbrojnym poprzeć Rosję i w ten sposób próbować wywalczyć niepodległość. Te poglądy, połączone z pesymistycznym obrazem własnego życia, były przyczyną jego kolejnej decyzji – o zaciągnięciu się do armii Imperium Rosyjskiego. Jak sam wielokrotnie wspomniał, po śmierci narzeczonej pragnął umrzeć. Śmierć na wojnie wydawała się idealnym rozwiązaniem. Przybył do Petersburga, gdzie dzięki staraniom mieszkających tam krewnych Witkiewiczów, nieco przestraszonych jego radykalną decyzją, udało mu się zaciągnąć do Lejb-Gwardyjskiego Pułku Pawłowskiego, elitarnej jednostki piechoty.

Do czwartej roty zapasowego batalionu tego pułku, która rewolucję naprawdę zaczęła, miałem zaszczyt być później wybranym przez moich rannych żołnierzy z frontu (byłem tylko w jednej bitwie pod Witonieżem nad Stochodem). Zawdzięczam ten zaszczyt słabym zasługom negatywnym: nie biłem w mordę, nie kląłem „po matuszkie”, karałem słabo i byłem względnie grzeczny – nic ponadto; trzystu ludzi zamkniętych w ogromnej, okrągłej, pułkowej stajni przez kilka dni walczyło przeciw całej carskiej Rosji.

O wydarzeniach następnych lat wiadomo bardzo niewiele, głównie z powodu milczenia samego Witkiewicza, który nigdy nie opisał ani nie opowiedział nikomu swoich losów z czasów I wojny. „Jedno jest pewne – były powody, dla których Witkacy wolał przemilczeć swój rewolucyjny epizod. Jak zapamiętał Rafał Malczewski: w kawiarnianych rozmowach [Witkacy] przyznawał się do udziału w gwałtach zbiorowych”. Wiadomo, że w początkach 1915 roku był studentem szkoły oficerskiej. Jesienią tego roku został skierowany na front, w okolice miasta Wilejka, w pobliżu Mińska. Uczestniczył w walkach na terenie dzisiejszej Białorusi i dostał awans oficerski na dowódcę kompanii. W ofensywie Brusiłowa oddział Witkiewicza uczestniczył w ciężkich walkach stoczonych 17 lipca 1916 roku nad Stochodem. W bitwie tej Witkiewicz został ranny w trakcie ataku na pozycje wojsk niemieckich i austro-węgierskich pod wsią Witoneż (wśród przeciwników armii rosyjskiej znajdowały się tam oddziały Legionów Polskich Józefa Piłsudskiego). Prawdopodobnie przez dłuższy czas znajdował się na polu bitwy bez pomocy lekarskiej i dopiero po dwóch dniach ewakuowano go razem z innymi rannymi do Petersburga. Po powrocie do zdrowia nie wrócił już na front, a pod koniec 1917 roku został zwolniony z wojska. Przebywał okresowo w Moskwie, gdzie był świadkiem wybuchu rewolucji październikowej. Część badaczy utrzymuje, że jako były oficer brał w niej bezpośredni udział i został przez żołnierzy wybrany na komisarza politycznego, nie jest to jednak zbyt prawdopodobne. W czerwcu 1918 roku udało mu się wyjechać z ogarniętej wojną domową Rosji i powrócić do Zakopanego. Doświadczenie sowieckiej rewolucji wywarło głęboki wpływ na jego późniejszą twórczość – pesymistyczną historiozofię, która odzwierciedlała wydarzenia rewolucji bolszewickiej, a później narodziny nazizmu w Niemczech. Potęgę i losy ślepego tłumu, kierowanego przez zręcznych demagogów, Witkacy ukazywał w swoich późniejszych powieściach i dramatach.

### Okres formistyczny

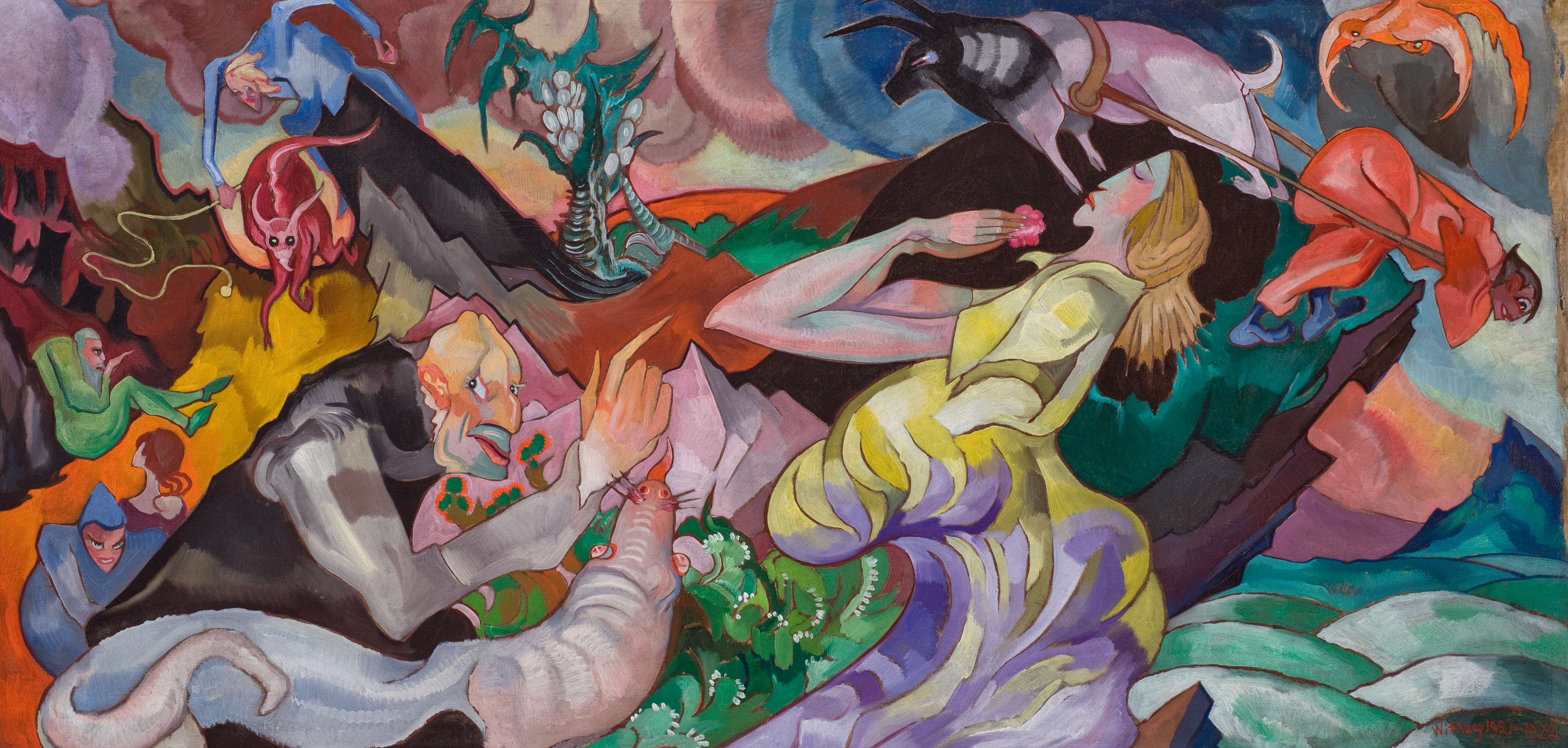
Kuszenie św. Antoniego II, 1921–1922

W trakcie pobytu w Rosji Witkiewicz zaczął zarobkowo malować portrety. Stworzył też wtedy i spisał podstawy swoich teorii artystycznych, wydanych po powrocie jako Nowe formy w malarstwie i wynikające stąd nieporozumienia. Od roku 1918 intensywnie malował i pisał. Został przyjęty do grupy malarzy Formistów, z którą zorganizował kilka wystaw, głównie w krakowskim Towarzystwie Przyjaciół Sztuk Pięknych. Zaczął wydawać pierwsze utwory dramatyczne, które już kilka lat później doczekały się premier teatralnych. W tym okresie mieszkał w Zakopanem, w pensjonacie prowadzonym przez jego matkę, odbywając tylko krótkie podróże do Krakowa, Warszawy czy innych miast. Stał się ważną postacią życia kulturalnego i towarzyskiego. Jego działalność i twórczość odbierano na dwa sposoby – fascynował talentem i osobowością, jego portrety i przedstawienia stały się niezwykle modne, a jednocześnie uważano go za artystę niepoważnego, dziwaka i ekscentryka, do czego przyczyniały się jego – nieco szokujący – tryb życia oraz forma jego dzieł, bardzo nowatorska i dla wielu zbyt awangardowa. Po odzyskaniu przez Polskę niepodległości w 1918 roku, Stanisław Ignacy Witkiewicz został awansowany do stopnia porucznika rezerwy Wojska Polskiego w Korpusie Oficerów Piechoty ze starszeństwem z 1 czerwca 1919. W kwietniu 1923 roku Witkacy ożenił się z Jadwigą Unrug, wnuczką Juliusza Kossaka. Początkowo mieszkali oboje w Zakopanem, jednak narastające kłótnie i konflikty doprowadziły do przeprowadzki Jadwigi do Warszawy. Związek ten trudno uznać za udane małżeństwo, przekształcił się jednak w trwałą przyjaźń, oboje często się spotykali i odwiedzali, zachowała się też korespondencja Witkacego do żony, licząca setki listów. W trakcie trwania małżeństwa dopuszczał się wielu zdrad. Jego kochanką była między innymi Maria Pawlikowska-Jasnorzewska i Nena Stachurska.

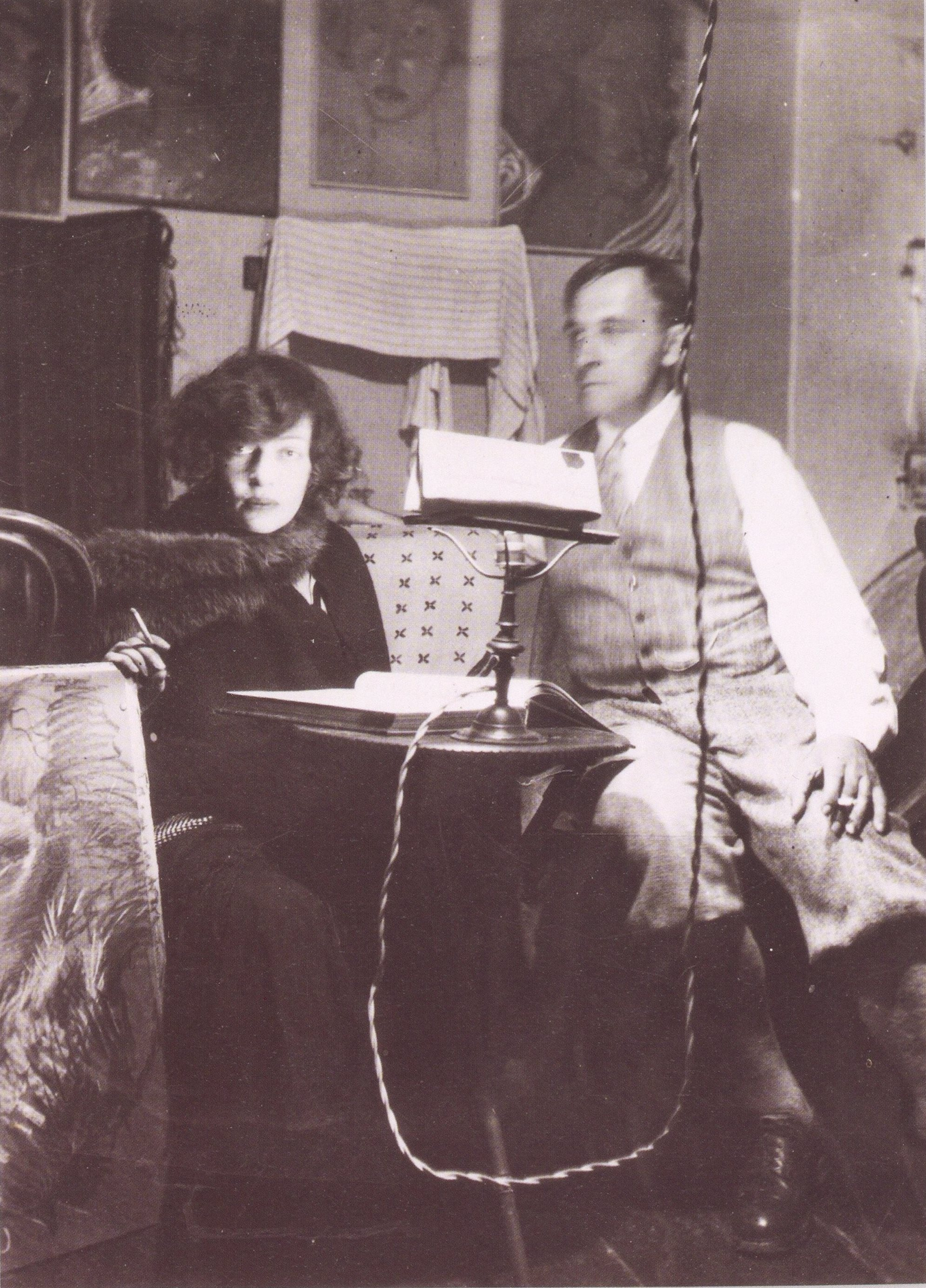
Stanisław Ignacy Witkiewicz z żoną

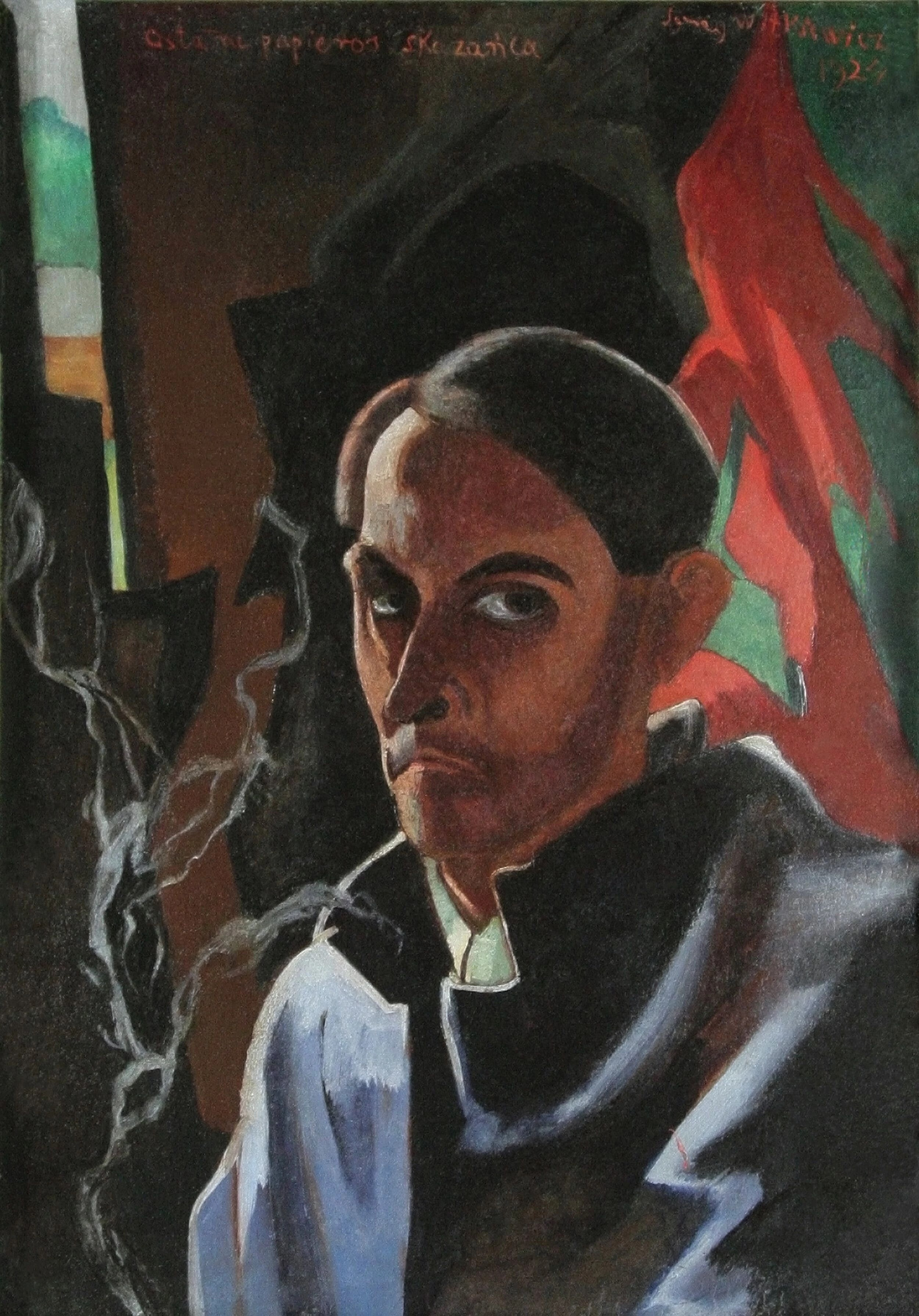
Stanisław Ignacy Witkiewicz, Ostatni papieros skazańca, 1924

### Firma Portretowa i lata trzydzieste

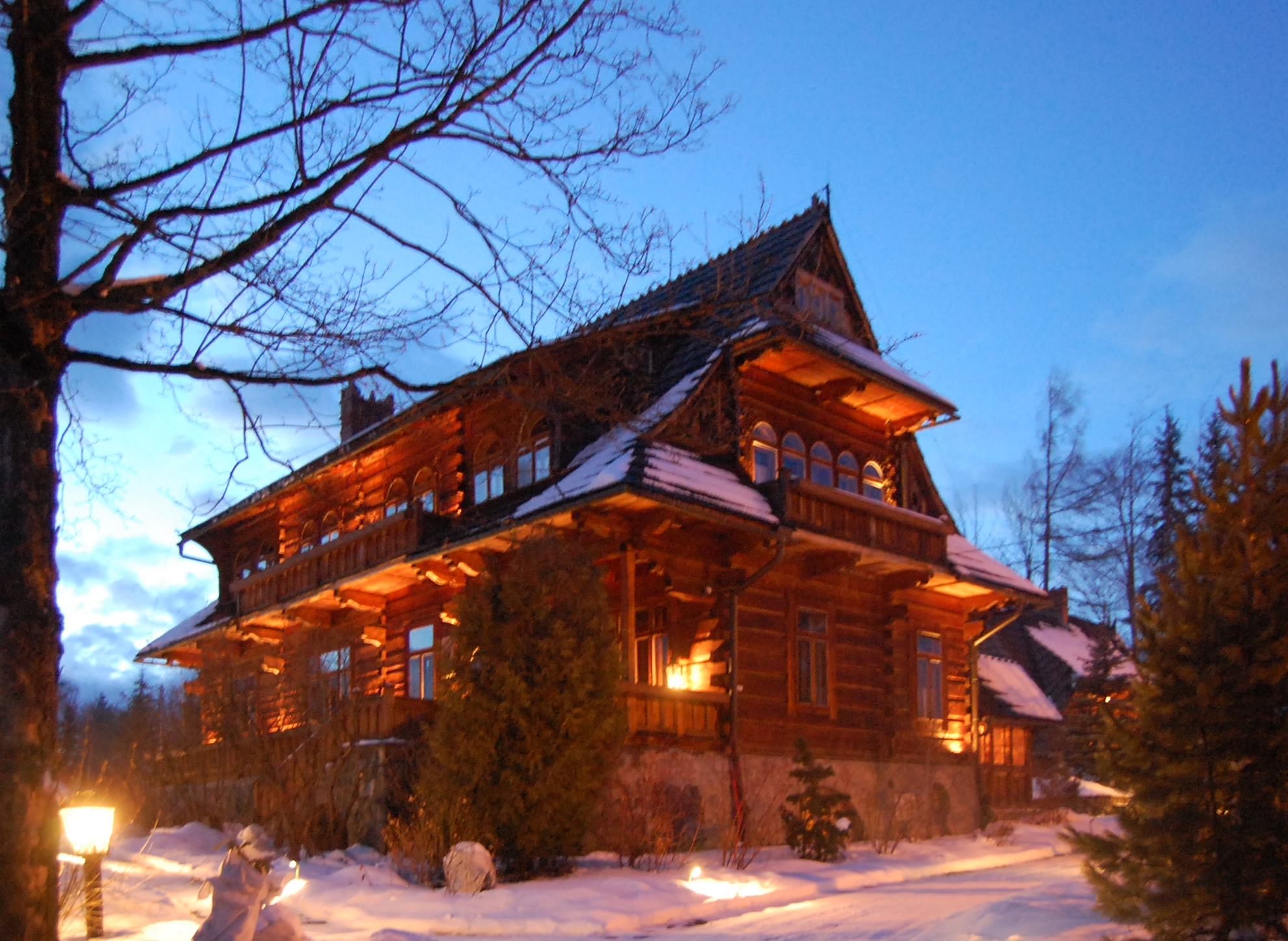
Willa „Witkiewiczówka”, w której od końca 1931 do września 1939 mieszkał Witkiewicz

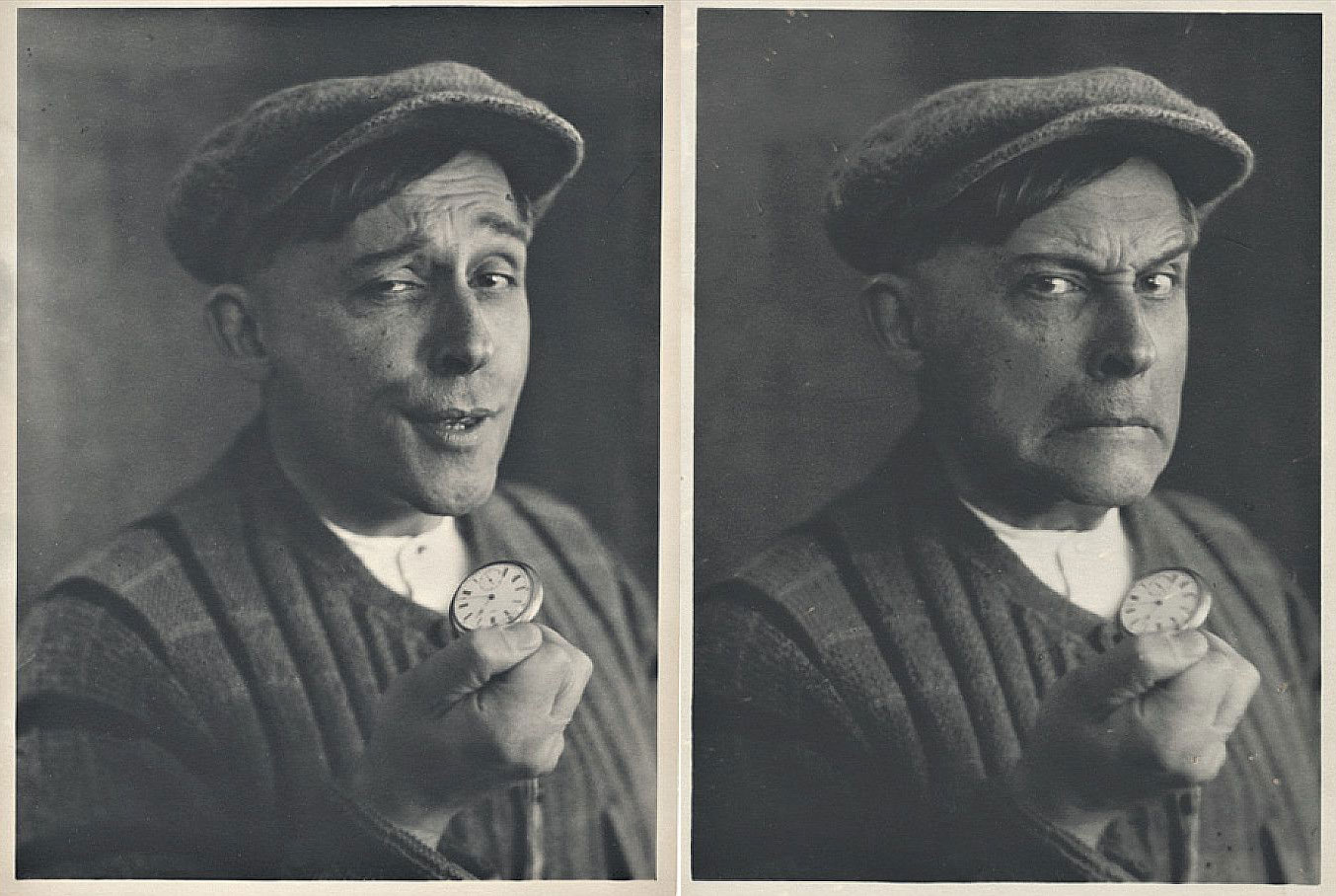
Stanisław Ignacy Witkiewicz, Nieśmiały bandyta, Groźny bandyta, 1931

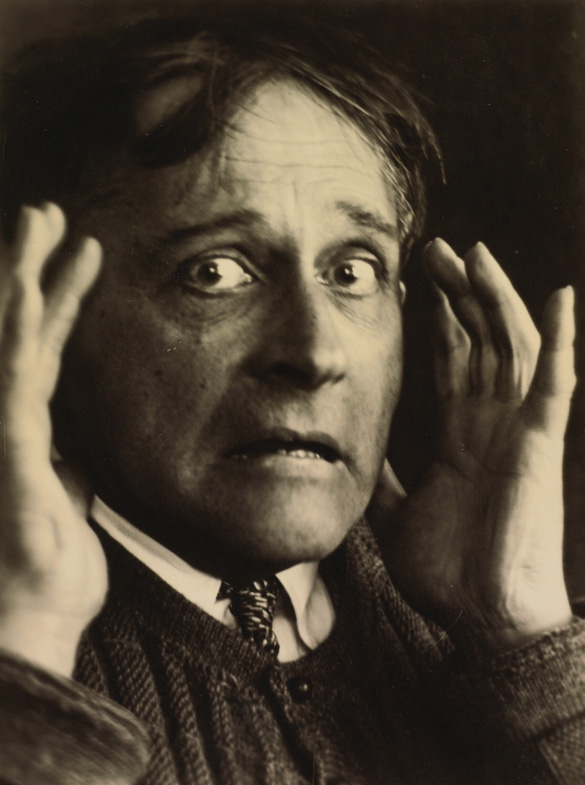
Stanisław Ignacy Witkiewicz, Przerażenie wariata, 1931

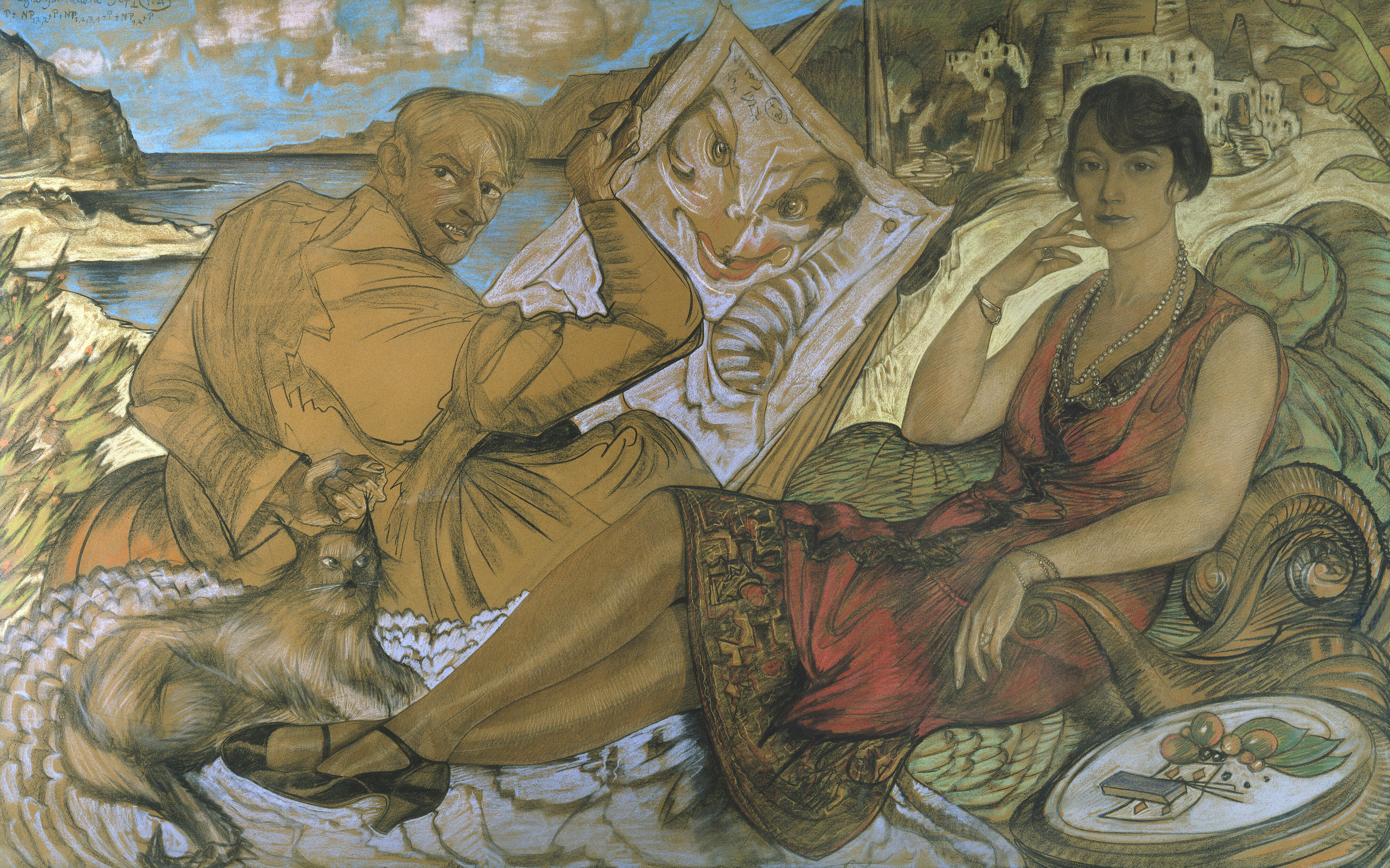
Stanisław Ignacy Witkiewicz, Fałsz kobiety. Autoportret z portretem Maryli Grossmanowej, 1927

W 1925 roku Witkiewicz zrezygnował zupełnie z malarstwa olejnego, nawiązującego do stylu formistów, uważając, że malarstwo nie jest już w stanie wyrażać czystej formy, pierwotnego składnika sztuki odwołującego się bezpośrednio do wrażliwości odbiorcy i jego „uczuć metafizycznych”. Zamiast tego rozwinął swoją twórczość portretową, nadając jej ironiczną nazwę „Firma Portretowa S.I. Witkiewicz”, nawiązującą do rzekomo seryjnie malowanych portretów, które każdy mógł zamówić za określoną z góry kwotę. Mimo że nie cenił swoich portretów zbyt wysoko i nie przyznawał im miana sztuki, to właśnie one stały się jego najsłynniejszymi dziełami malarskimi. Od połowy lat dwudziestych pisał już niewiele utworów teatralnych, bardziej koncentrując się na pisaniu powieści. Jednocześnie jego dramaty zaczęły być wystawiane w ważnych polskich teatrach, zdobywając przychylne opinie widzów.
W 1925 roku żona Witkacego zaszła w ciążę. Poddała się jednak aborcji. Po tym wydarzeniu Witkacy już nigdy nie wspomniał o tym w listach do żony. Ona natomiast po jego śmierci, we wspomnieniach o nim, nie przyznała się do aborcji. Cała sprawa wyszła na światło dzienne za sprawą Jerzego Lovella, który wraz rodziną przez pewien okres dzielił z Jadwigą wspólne mieszkanie w Krakowie. Smutną tajemnicę wdowa po Witkacym wyjawiła żonie dziennikarza, podczas jednej z ich długich rozmów. Jerzy Lovell stwierdził, że Witkiewicz posłużył się szantażem, by zmusić żonę do usunięcia płodu w zaawansowanym stanie. W jego wizji przyszłości nie ma miejsca dla jego potomków. Upatrywał w społeczeństwie i obyczajowości lat dwudziestych destrukcję tradycyjnych wartości i moralności. Wedle artysty płodzenie, rodzenie i pozwalanie dorastać w takich warunkach dzieciom to brak odpowiedzialności. W oczach Witkiewicza świat jest zły i wychowywanie kolejnej generacji nie ma sensu, bo i tak zbydlęcona rzeczywistość ją zdeprawuje. Możliwe również, że Witkacy obawiał się utraty swojej pozycji w małżeństwie. Pojawienie się dziecka mogłoby zakłócić niebywałe przywiązanie żony do niego. Mógłby przestać być pierwszoplanowym bohaterem jej życia. Prawdopodobnie bał się, że zaabsorbowana macierzyństwem Jadwiga straci stuprocentowe zainteresowanie jego sprawami i poświęci się do reszty wychowywaniu dziecka. Witkiewicz nie dojrzał emocjonalnie, ani mentalnie do podjęcia się obowiązków związanych z ojcostwem. Posiadanie potomka wiązałoby się z przyjęciem odpowiedzialności, a także zgodę na rozmaite kompromisy w jego karierze artystycznej, bo jako głowa rodziny, musiałby zapewnić kolejnej osobie byt. Przerasta to możliwości Witkacego i jak kiedyś stwierdził w liście do Hansa Corneliusa, tego typu zadanie mogłoby go doprowadzić do szaleństwa.
Od lat 20. utrzymywał znajomość z małżeństwem Stanisława i Kazimiery Alberti, bywając w salonie literackim w ich domu w Białej Krakowskiej (Stanisław Alberti recenzował dramat Witkiewicza pt. W małym dworku, a artysta namalował jego portrety).
Pod koniec lat dwudziestych Witkacy zajął się też filozofią, tworząc podstawy własnego systemu filozoficznego, skoncentrowanego na ontologii, który nazwał monadyzmem biologicznym. Idee te zawarł w wydanym w 1935 roku traktacie Pojęcia i twierdzenia implikowane przez pojęcie Istnienia. Studiował między innymi Leibniza, Husserla i Kanta. W 1936 roku udał się wraz ze swoim przyjacielem, grafikiem Bronisławem Linke na Śląsk, gdzie dokumentowali życie tamtejszych mieszkańców skażone brudem i chorobami. Efektem podróży była wspólna wystawa, wkrótce zamknięta w atmosferze skandalu z powodu naturalistycznych, wręcz drastycznych treści.
W ciągu ostatnich lat życia Witkiewicz poświęcił się twórczości filozoficznej, pisząc kolejne prace i wygłaszając kilka serii wykładów. Zajmował się też krytyką literacką, publikując artykuły i recenzje w prasie oraz współorganizując cykle wykładów zwane Kursami Naukowo-Literackimi. W latach trzydziestych poznał też ważnych pisarzy tego okresu – Zofię Nałkowską, Witolda Gombrowicza i Brunona Schulza, którego pisarstwo oceniał szczególnie wysoko. W roku 1934 kończy swoje najbardziej znane dzieło literackie – dramat Szewcy, wydany ostatecznie w 1948 roku. Zaczyna jednak przeżywać kryzys psychiczny, cierpi na depresję, ma myśli samobójcze.

Mówiąc otwarcie, jedynym wyjściem byłoby samobójstwo. Ale albo, albo – z chwilą gdy nie decyduję się na to od razu, to muszę spróbować żyć. Naprawdę, że jedyna istota, która mnie przy życiu trzyma, to jesteś Ty. Straciłem dla siebie samego wszelką wartość i nie wiem, czy wytrzymam.

Pod koniec sierpnia 1939 roku pojechał do Warszawy. Po wybuchu II wojny światowej w czasie kampanii wrześniowej starał się o przyjęcie do Wojska Polskiego, jednak z powodu wieku i stanu zdrowia nie został zakwalifikowany. Kilka dni później, 5 września, razem ze swoją kochanką Czesławą Oknińską opuścił Warszawę i skierował się, razem z innymi uchodźcami, na wschód. Około 15 września dotarli do majątku znajomych Witkacego, rodziny Ziemlańskich, we wsi Jeziory na Polesiu.

### Śmierć
18 września 1939 roku, po dotarciu informacji o ataku Związku Radzieckiego na Polskę, Witkiewicz popełnił samobójstwo, zażywając weronal i podcinając sobie tętnicę szyjną. Najpierw podciął sobie żyletką żyły, na przegubach rąk, potem na nogach, ale ponieważ krew nie płynęła, przeciął sobie też tętnicę na szyi. Po usłyszeniu informacji o ataku, opowiadał o okropnościach rewolucji bolszewickiej, którą w 1918 roku widział w Petersburgu na własne oczy. Wyobrażał sobie bolszewików strasznie, że będą bić i katować. Stąd decyzja o samobójstwie. Towarzysząca mu Czesława Oknińska również próbowała odebrać sobie życie, lecz pomimo zażycia dużej dawki lekarstwa została odratowana. Ciało Witkacego odnalazł siedemnastoletni wówczas Włodzimierz Ziemlański, syn właścicieli majątku. Następnego dnia Witkacy został pochowany na miejscowym cmentarzu.

### Teorie alternatywne

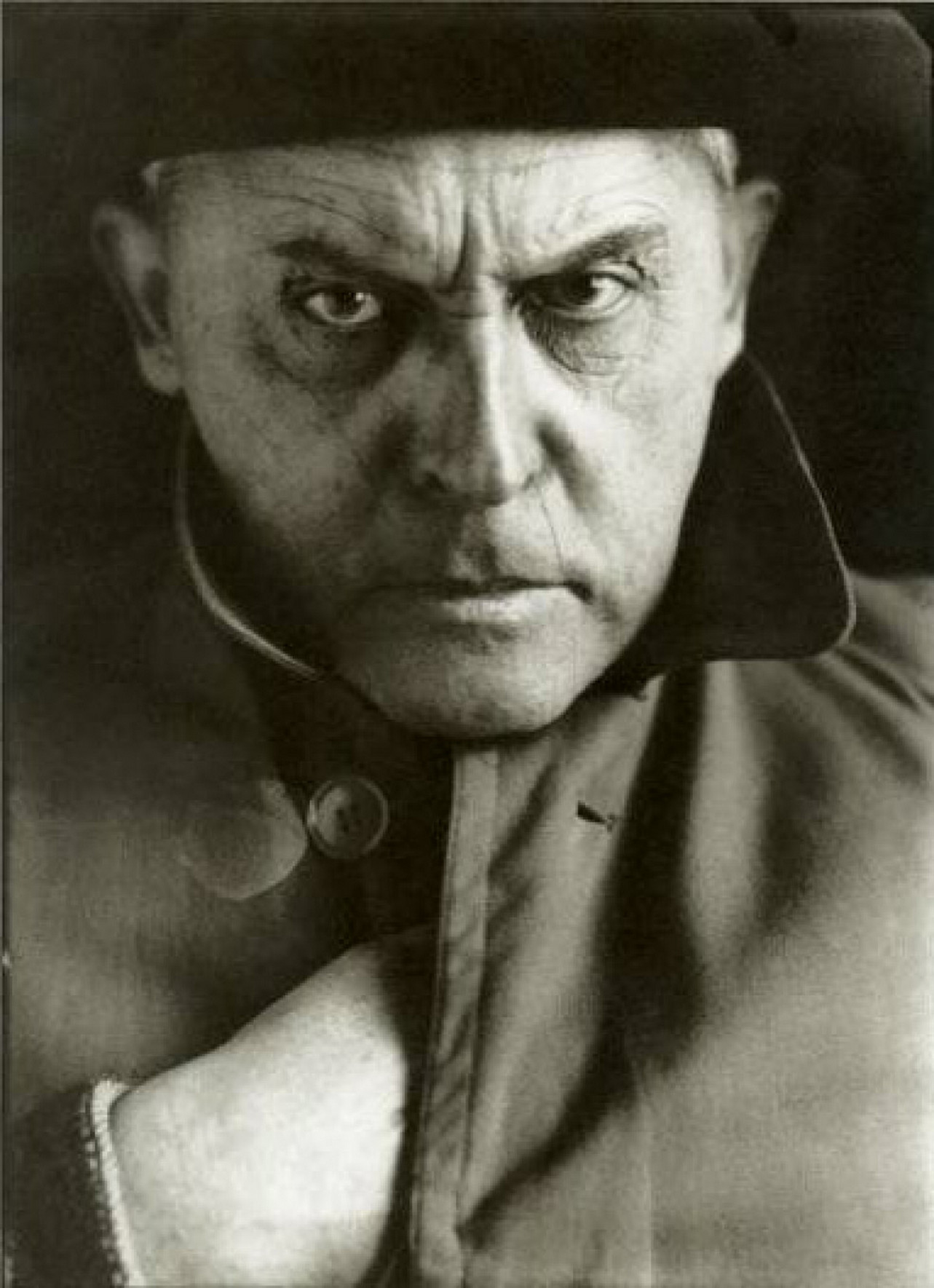
Witkacy, ok. 1938

Życiu Witkacego towarzyszyła atmosfera tajemnicy i skandalu, którą on sam wzmacniał, jednocześnie narzekając na brak poważnego odbioru swoich dzieł. Jego sposób życia był w pewnej mierze kontynuacją stylu młodopolskich modernistów, dla których szokowanie „mieszczuchów” było zarówno rodzajem rozrywki, jak i sposobem wyróżnienia siebie jako artysty. Klimat ten sprzyjał powstawaniu legend wokół osoby Witkiewicza. Część z nich dotyczyła jego rzekomego uzależnienia od narkotyków. Pierwszych eksperymentów z substancjami psychoaktywnymi Witkiewicz dokonywał w czasie pobytu w Rosji, gdzie odkrył ich stymulujący wpływ na wyobraźnię i powiększenie możliwości artystycznych. Eksperymenty z substancjami takimi jak kokaina, pejotl i syntetyczna meskalina, eter czy zwykły alkohol kontynuował też i później, skrupulatnie notując na obrazach rodzaj użytej substancji. Eksperymentów tych dokonywał jednak pod kontrolą znajomych lekarzy, którzy niekiedy sami dostarczali mu narkotyków. Nie przyjmował żadnego z nich w sposób ciągły i nic nie wskazuje na to, że był od któregokolwiek (z wyjątkiem tytoniu) uzależniony.
Podobne legendy towarzyszą okolicznościom śmierci Witkiewicza. Jedyna osoba towarzysząca mu w ostatnich chwilach, jego partnerka Czesława Oknińska, w późniejszych latach często zmieniała szczegóły swoich wspomnień. Do zaistnienia alternatywnych teorii na temat śmierci Witkacego przyczyniły się też kontrowersje związane z jego nieudaną ekshumacją, w czasie której w wyniku pomyłki przewieziono do Polski szczątki przypadkowej osoby, a na cmentarzu w Jeziorach oznaczono tylko orientacyjnie miejsce pochówku. W roku 2008 w wywiadzie dla Gazety Wyborczej reżyser Jacek Koprowicz przedstawił własną hipotezę o upozorowanym samobójstwie Stanisława Ignacego Witkiewicza w Jeziorach, będącą częścią scenariusza jego filmu „Mistyfikacja”. Według tej teorii Witkiewicz sfingował swoje samobójstwo, po czym powrócił do Polski i ukrywał się z pomocą Oknińskiej, a zmarł w 1969 roku w Łodzi. Według Koprowicza teorii sprzyja fakt, że Czesława Oknińska nie widziała ani momentu samobójstwa, ani zwłok artysty i wielokrotnie zmieniała zeznania, a zwłok do tej pory nie udało się zidentyfikować – zob. pogrzeb w Zakopanem w 1988 roku i ekshumacja z 1994 roku. Ponieważ świadkami pogrzebu Witkiewicza byli rodzina Ziemlańskich oraz inni mieszkańcy Jezior, a głównymi przyczynami nieodnalezienia grobu artysty były: m.in. brak przygotowania i szybkość działania radzieckiej komisji dokonującej ekshumacji, rezygnacja ze świadka pogrzebu w 1939 – Włodzimierza Ziemlańskiego, teorie dotyczące sfingowanego samobójstwa nie znajdują żadnego potwierdzenia zarówno w relacjach świadków, jak i w pracach naukowych.
W maju 1989 roku na cmentarz do Wielkich Jezior dotarł Włodzimierz Ziemlański – świadek pogrzebu z 1939 roku ponownie oznaczając mogiłę Stanisława Ignacego Witkiewicza i 10 maja 1989 roku wykonał zdjęcie mogiły.

## Twórczość
W roku 1917 przyłączył się do grupy „formistów” i brał udział w jej wystawach. Dwa lata później, w roku 1919, wydał swoje główne dzieło estetyczne Nowe formy w malarstwie i wynikające stąd nieporozumienia zawierające Teorię Czystej Formy. Ta teoria estetyczna (gdyż nie był to program, w przeciwieństwie do ówczesnych, licznych nowych kierunków artystycznych) zdeterminowała jego późniejszą twórczość malarską oraz teatralną. I chociaż teoria ta stanowiła najlepszy opis tego, co się wówczas w sztukach plastycznych działo (m.in. kubizm, abstrakcjonizm), to pozostała właśnie niezrozumiana, budząc szereg nieporozumień (uprzedzonych niejako samym tytułem publikacji) i w zasadzie trwa to do dzisiaj. Teoria Czystej Formy została wykorzystana także w teatrze. Tutaj Witkacy okazał się wizjonerem i inspirował reżyserów. Pod wpływem teorii Witkacego wykreował swój teatr Tadeusz Kantor.

### Portrety
Około 1926 roku Witkacy zrezygnował zupełnie z malarstwa olejnego. Ograniczył się do wykonywania pastelowych portretów w ramach tzw. „Firmy portretowej S.I. Witkiewicz”. Portrety te w regulaminie „firmy” zostały podzielone na 5 typów, w zależności od usytuowania na skali: naturalizm – Czysta Forma. Te ostatnie, wykonywane niegdyś pod wpływem narkotyków, z którymi Witkacy zapoznał się podczas służby w Rosji, a później „na trzeźwo”, przyniosły mu sławę. Witkacy skategoryzował swoje portrety w pięciu podstawowych typach: od A do E.
- Typ A: osoba portretowana była przedstawiona bardzo dokładnie, bez przerysowań, bez cienia karykatury, jedynie tło portretów typu A było bardzo fantastyczne: dziwne postacie zwierzęce, bujna i niespotykana roślinność itp.
- Typ B: również dokładne ujęcie portretowanego, jednak z niewielką dozą podkreślenia charakterystycznych cech portretowanego.
- Typ C: przeznaczony głównie dla przyjaciół i znajomych, artysta wykonywał je na spotkaniach towarzyskich, czasami pod wpływem narkotyków, dlatego też na portretach typu C istnieją również dopiski takie jak Co – co oznaczało, że artysta tworzył pod wpływem kokainy, Et – eteru, Eu – eukodalu, portrety tego typu charakteryzowały się dużą dozą karykatury.
- Typ D: To samo co w Typie C, jednak bez pomocy jakichkolwiek środków odurzających.
- Typ E: zupełna dowolność w portretowaniu: czysta forma.

Oprócz wymienionych powyżej głównych typów, są również portrety będące połączeniem dwóch typów, na przykład A+E.
Dodatkowe znaki na obrazach Witkacego
Witkacy bardzo często na swoich obrazach (najczęściej portretach) dopisywał pod wpływem czego tworzył, ale nie tylko. Na jego obrazach można więc zauważyć takie oznaczenia:
- FBZ – fajka bez zaciągania,
- FZZ – fajka z zaciąganiem,
- NP 12 – nie palił 12 dni,
- NΠ 3 – nie pił 3 dni,
- cof. – pił kawę,
- pyfko, pywo – piwo
- Co – kokaina.

Wśród tych oznaczeń znajdowały się także nazwy narkotyków, jak np. pejotl, bowiem Witkiewicz przez całe lata 30. z nimi eksperymentował, malując pod ich wpływem obrazy oraz pisząc teksty.
Portrety wszystkich typów są chętnie kupowane przez kolekcjonerów, bowiem są oryginalne i świadczą o wielkiej inwencji artystycznej i talencie Witkacego. Witkacy jednak ubolewał, że największą popularnością cieszą się te „normalne” portrety, ale dzięki nim Firma Portretowa stała się przez pewien czas jego głównym źródłem utrzymania.

### Sztuki teatralne i literatura
Mimo ówczesnych niepowodzeń inscenizacyjnych jego sztuk teatralnych, Witkacy nie zrezygnował z dalszego ich pisania. Jego sztuki doczekały się udanych inscenizacji w latach 70. XX wieku, np. Szewcy. Witkacy był także płodnym pisarzem. Po młodzieńczej powieści 622 upadki Bunga, czyli demoniczna kobieta napisał Pożegnanie jesieni, Nienasycenie oraz niedokończone Jedyne wyjście. Pożegnanie jesieni i Nienasycenie są zaliczane do gatunku fantastyki.

### Prace filozoficzne
Witkiewicz wielokrotnie podejmował problematykę filozoficzną i jest autorem kilku pism ściśle filozoficznych. W 1935 roku ukazało się podstawowe dzieło filozoficzne Witkacego: Pojęcia i twierdzenia implikowane przez pojęcie istnienia – zwane przez niego „hauptwerkiem”. Jako krytyk Witkacy był równie radykalny i nonkonformistyczny jak Stanisław Brzozowski, co nie przysparzało mu przyjaciół. Ostatnie dzieło filozoficzne Witkacego, uzupełnienie „hauptwerku”, to Zagadnienie psychofizyczne (1938). Zajmował się trzema dziedzinami filozofii: ontologią, historiozofią i estetyką.
Witkacy krytycznie oceniał wiele współczesnych nurtów filozoficznych: filozofię analityczną Bertranda Russella i szkołę lwowsko-warszawską uważał za odrzucający metafizykę scjentyzm. W Pojęciach i twierdzeniach... wypracował swoje stanowisko filozoficzne, które określał jako biologiczny monadyzm. Była to filozofia inspirowana monadyzmem Leibniza, mająca bronić indywidualizmu, godząc go jednak z biologizmem. Biologia była dla niego nauką nieredukowalną do fizyki.
Światopogląd Witkacego był na wskroś indywidualistyczny. Fundamentalna dwoistość istnienia zasadzała się na opozycji jednostki i świata zewnętrznego. Indywidualizm wiązał się z elitaryzmem, gdyż doznania metafizyczne dostępne są tylko niektórym jednostkom. Witkiewicz pochwalał kulturotwórczą rolę ściśle zhierarchizowanej piramidy społecznej. Rozumiał jednak, że świat kulturotwórczych nierówności już nie wróci. Był przeświadczony o nieuchronności degeneracji, nie wierzył w możliwość odwrócenia procesu dziejowego, prowadzącego nieubłaganie w kierunku totalitarnego ujednolicenia i masowości.

## Ważniejsze dzieła
Mimo że prawie całe jego archiwum przepadło podczas powstania warszawskiego, jego dzieła zebrane (bez wszystkich listów) obejmują 25 tomów.

### Dzieła literackie
Dramaty
- Juwenilia (utwory dziecięce):
  - Karaluchy 1893
  - Odważna księżniczka 1893
- Maciej Korbowa i Bellatrix 1918
- Nowa homeopatia zła 1918
- Pragmatyści 1919
- Nowe wyzwolenie 1920
- Mister Price’a 1920
- Tumor Mózgowicz 1920
- Oni 1920
- W małym dworku 1921
- Gyubal Wahazar 1921
- Metafizyka dwugłowego cielęcia 1921
- Kurka Wodna 1921
- Bezimienne dzieło 1921, publikacja 1962
- Mątwa 1922
- Nadobnisie i koczkodany 1922
- Jan Karol Maciej Wścieklica 1922
- Wariat i zakonnica 1923
- Janulka, córka Fizdejki 1923
- Matka 1924
- Sonata Belzebuba 1925[39]
- Szewcy 1934

Powieści
- 622 upadki Bunga, czyli Demoniczna kobieta (powst. 1911, pierwodruk 1972)
- Pożegnanie jesieni (1927)[40]
- Nienasycenie (1930)[41][42]
- Jedyne wyjście (nieukończona, tom 1 Przyjaciele powst. 1931–1933, pierwodruk 1968, wydanie krytyczne 1993)[43]

Pisma estetyczne
- Nowe formy w malarstwie i wynikające stąd nieporozumienia 1919
- O Czystej Formie 1921
- Szkice estetyczne 1922[44]
- Teatr. Wstęp do teorii Czystej Formy w teatrze 1923

Pisma filozoficzne
- Pojęcia i twierdzenia implikowane przez pojęcie Istnienia 1935
- Zagadnienie psychofizyczne – nieukończone; 1938, pierwodruk 1978
- Listy do Hansa Corneliusa – w: Przegląd Humanistyczny, 1979, Nr 6, S. 137–157; 1980, Nr 2, s. 87–112.

Pisma różne
- Demonizm Zakopanego 1919
- Nikotyna, alkohol, kokaina, peyotl, morfina, eter 1932[45] (wydane jako Narkotyki)
- Niemyte dusze – powst. 1936, pierwodruk 1975

### Dzieła malarskie i graficzne

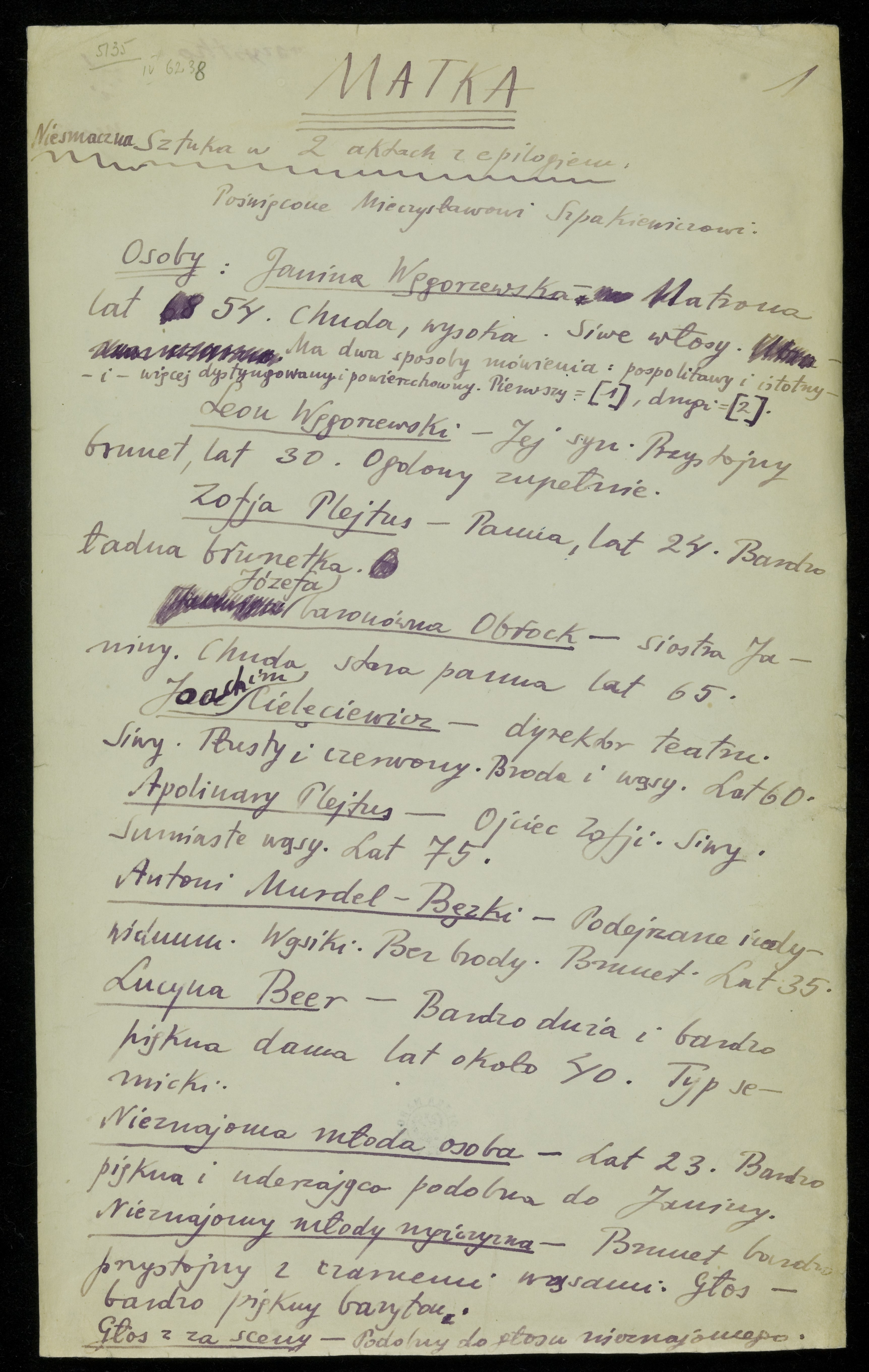
Rękopis dramatu Matka, 1924

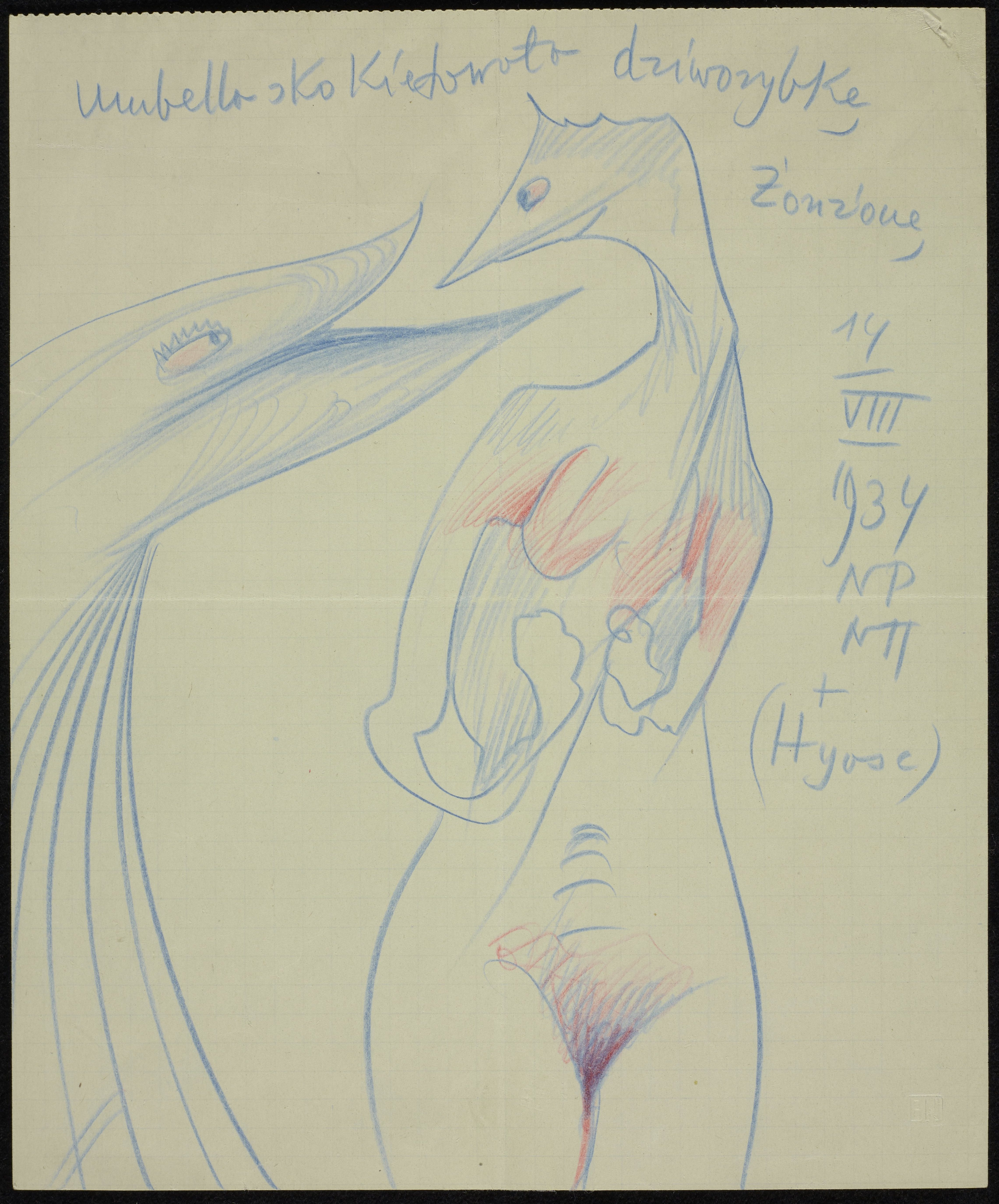
Rysunek „Umbella skokietowała dziworybkę Żonżonę”, 1934

W Katalogu dzieł malarskich z 1990 odnotowano 2274 zachowane lub zidentyfikowane obrazy i rysunki oraz 799 wzmianek – przeważnie w listach – o wykonanych obrazach i rysunkach, które się nie zachowały. Wiele dzieł Witkacego znajduje się w muzeach polskich, między innymi ponad 250 dzieł w Muzeum Pomorza Środkowego w Słupsku, jak również kolekcje w Muzeum Narodowym w Warszawie, Muzeum Narodowym w Krakowie, Muzeum Tatrzańskim w Zakopanem i wielu innych. Także wiele portretów Witkacego znajduje się w kolekcjach prywatnych.
Rysunki
- Bóg Ojciec pierwszy raz poważnie zastanowił się nad istotą ziemi (nie świata)
- portrety, np. Ireny Solskiej, Brunona Schulza, Stefana Żeromskiego, autoportrety

Obrazy olejne z okresu formistycznego
- Ogólne zamieszanie
- Rąbanie lasu
- Kompozycja fantastyczna
- Kuszenie św. Antoniego
- Portret Jarosława i Anny Iwaszkiewiczów
- autoportrety

Pastele
- cykl kompozycji „astralnych”
- cykl „Firmy Portretowej S.I. Witkiewicz”, w tym portrety ludzi kultury: Michała Choromańskiego, Leona Chwistka, Zofii Nałkowskiej, Marii Pawlikowskiej-Jasnorzewskiej, Karola Szymanowskiego, Juliana Tuwima i innych (m.in. portret Krystyny i Ludwika Fischerów)[47]
- autoportrety

Film
- „Witkacy z Niną w Warszawie” – krótki, pięciominutowy film komediowy nakręcony w Warszawie w 1927 roku, autorstwa Witkacego z udziałem jego samego i jego żony Jadwigi[48]. W scenach z udziałem Witkacego widać oryginalną ekspresję mimiczną artysty[49]. Film zachował się w zbiorach Muzeum Literatury im. Adama Mickiewicza w Warszawie i został zrekonstruowany cyfrowo przez Filmotekę Narodową – Instytut Audiowizualny w Warszawie w 2015 roku[50][51][52].

Fotografie

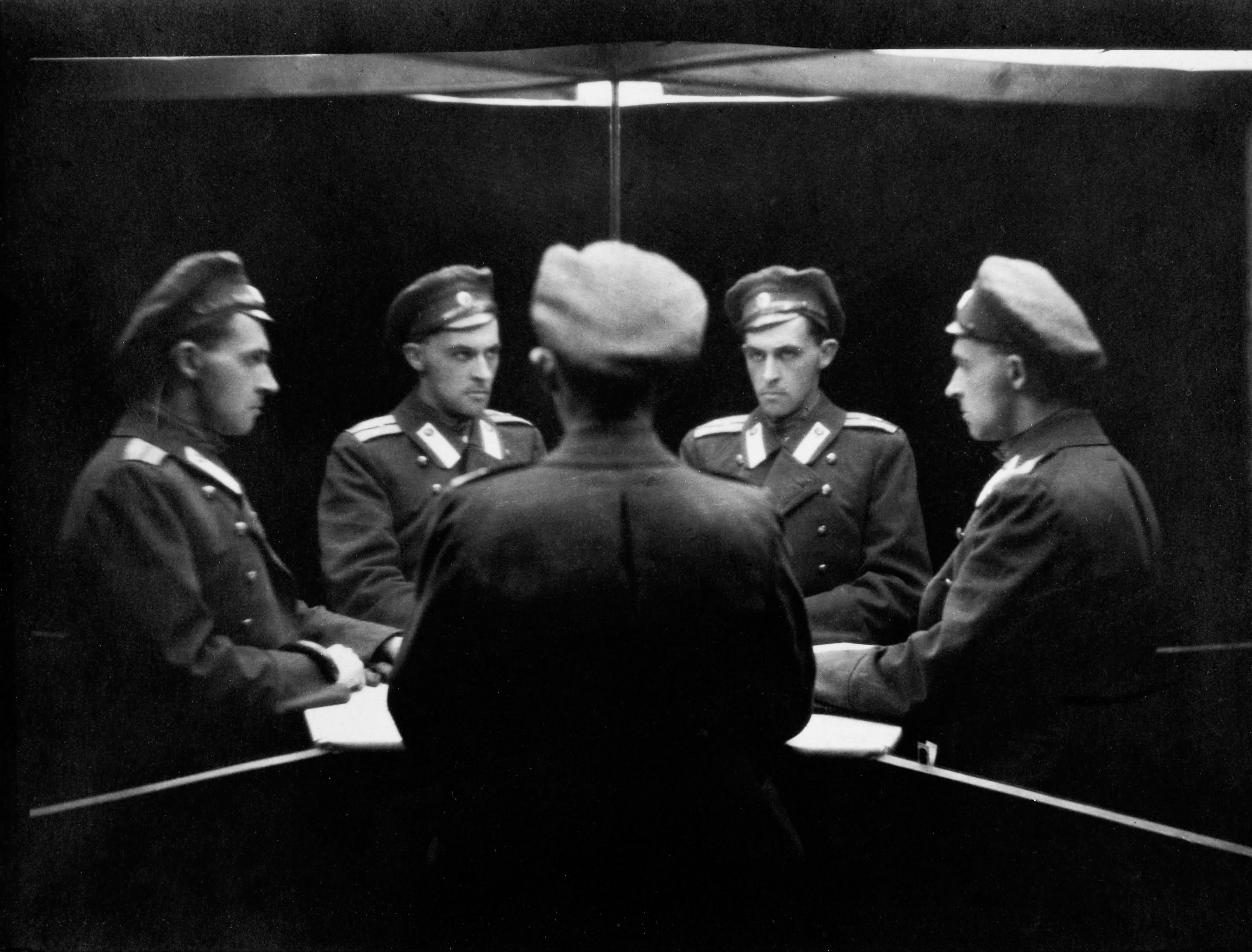
Stanisław Ignacy Witkiewicz, Autoportret wielokrotny w lustrach, 1915–1917

Prace czarno-białe, czasem ręcznie kolorowane (ponad 1500)
- wczesne kompozycje fotograficzne: pejzaże, zdjęcia lokomotyw na dworcu w Zakopanem
- portrety, najczęściej rodziny i przyjaciół
- autoportrety
- jedna fotografia wykonana w Egipcie (1914) w drodze powrotnej z tropików (Australia, Nowa Gwinea, Cejlon)
- jedna fotografia wykonana w Rosji (Autoportret wielokrotny w lustrach, 1917)

## Witkacy i jego dzieła w powojennej Polsce

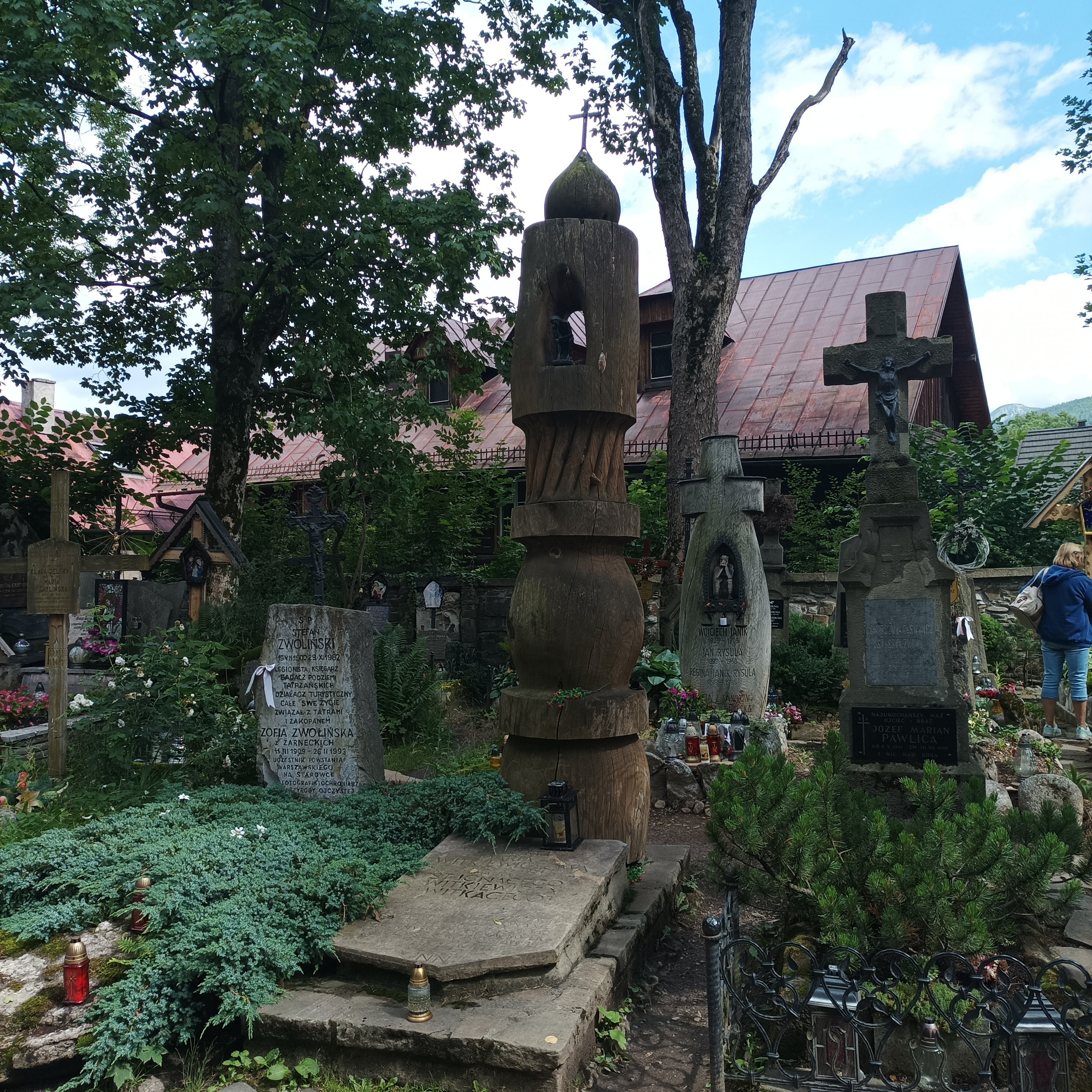
Symboliczny grób Stanisława Ignacego Witkiewicza na Cmentarzu na Pęksowym Brzyzku (sektor P-I-4)

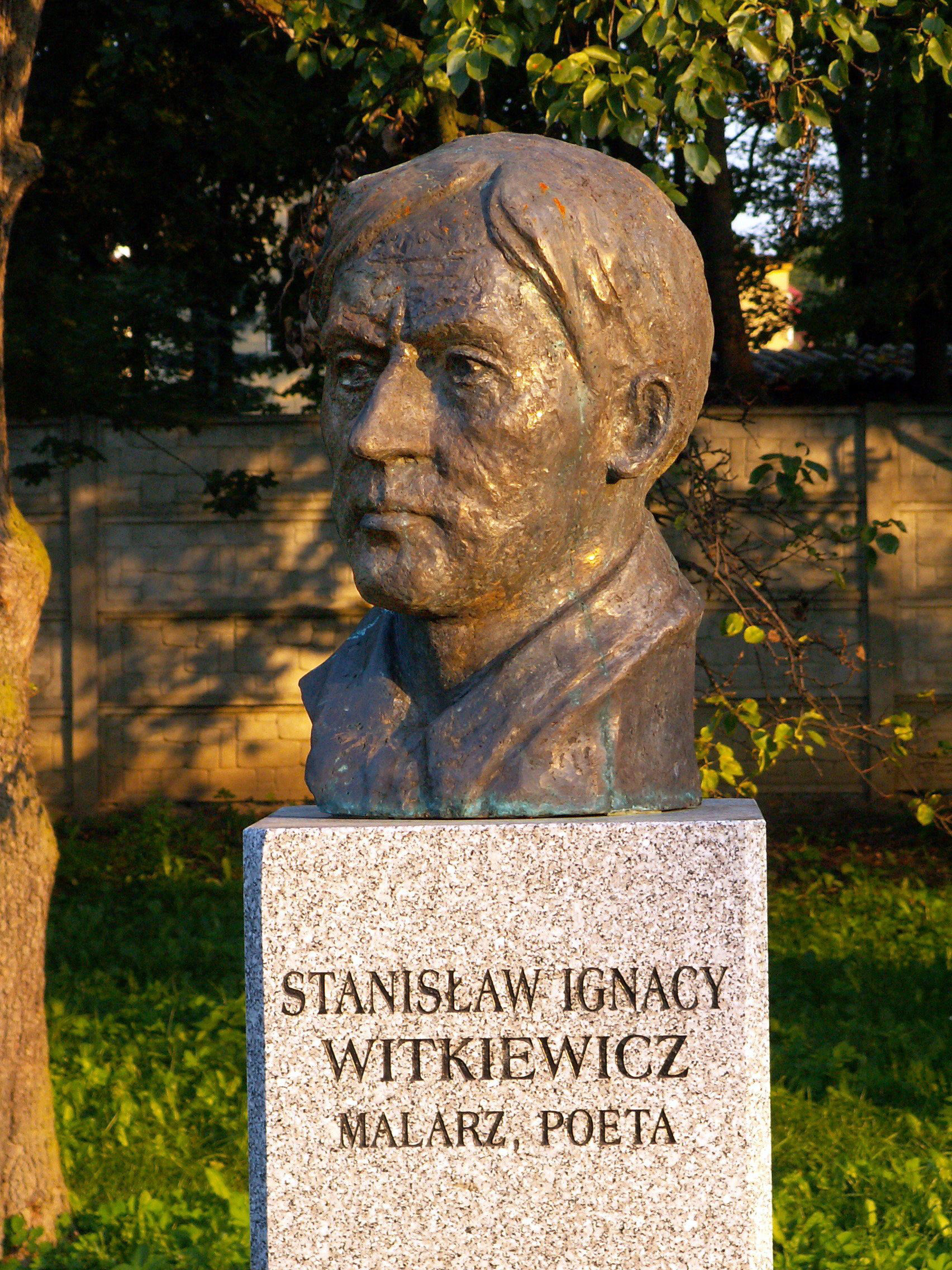
Popiersie Stanisława Ignacego Witkiewicza w Kielcach

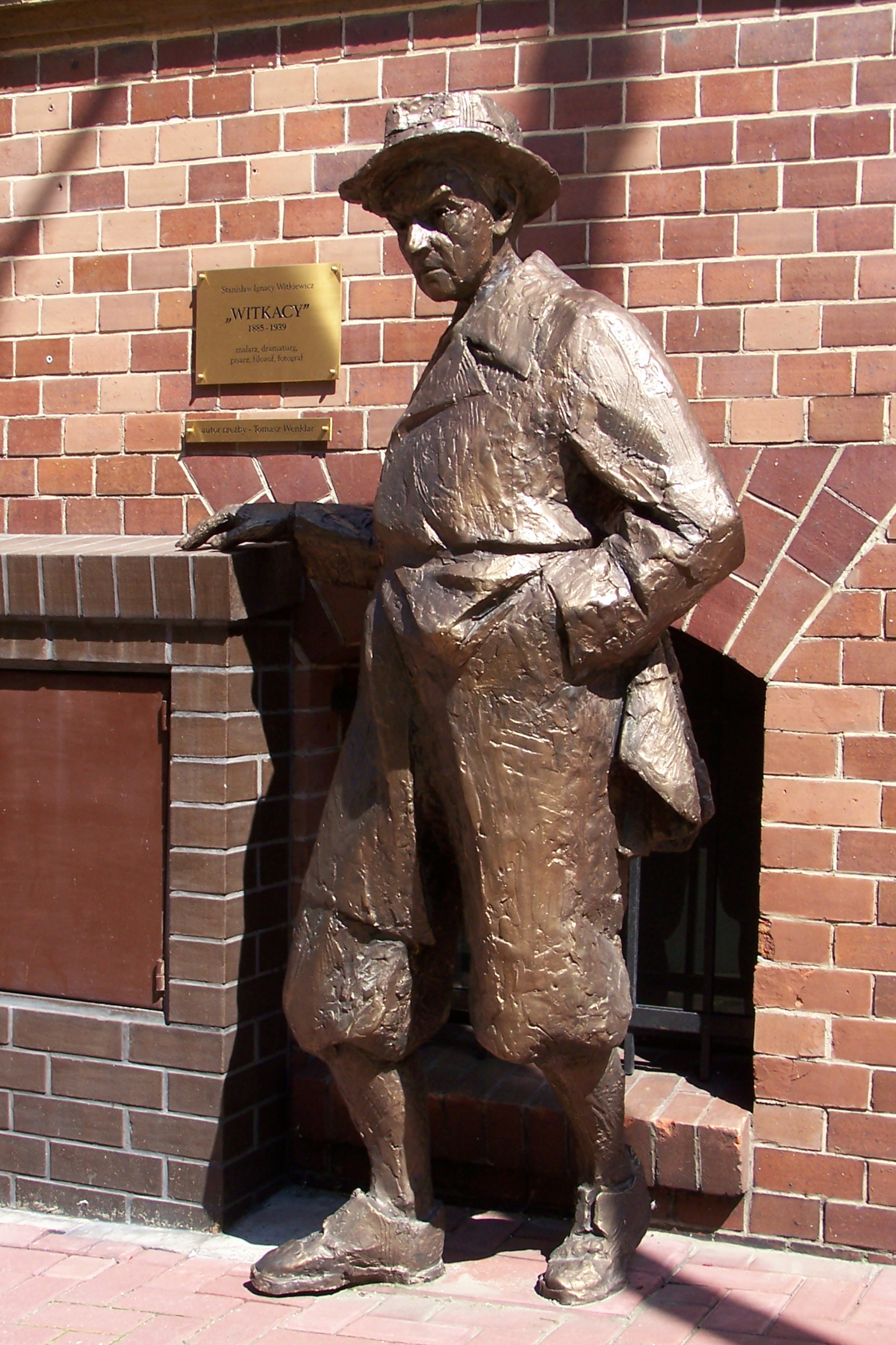
Pomnik Witkacego w Katowicach

W latach 80. XX wieku po tym, jak UNESCO ogłosiło rok 1985 rokiem Witkacego (stulecie urodzin), władze PRL postanowiły przewieźć trumnę artysty do kraju i urządzić państwowy pogrzeb Witkacego w Zakopanem. W 1988 roku sprowadzono z Ukrainy szczątki, które pochowano w grobie na cmentarzu na Pęksowym Brzyzku. Jednak z powodu braku konsultacji z rodziną, i co za tym idzie błędnego oznaczenia miejsca pochówku na Polesiu, w 1994 roku okazało się, że do Polski sprowadzono szczątki młodej, niezidentyfikowanej ukraińskiej kobiety. Badań w roku 1994 dokonała komisja anatomów powołana na wniosek posła Stanisława Rusznicy. Perypetie związane z ponownym pochówkiem poety opisał w swojej piosence Rymowanka zza grobu Jacek Kaczmarski, który osobie Witkiewicza poświęcił także dwa inne swoje utwory: Autoportret Witkacego i Witkacy do kraju wraca. Wątek śmierci Witkacego znalazł się także w książce Stefana Chwina zatytułowanej Hanemann.
Równie paradoksalne były dzieje jego dzieł plastycznych. Chociaż artysta był związany głównie z Krakowem, Zakopanem i Warszawą, największy zbiór jego obrazów (ok. 200 dzieł) trafił w 1965 roku do Muzeum Pomorza Środkowego w Słupsku, z powodu braku zainteresowania większych muzeów zbiorami będącymi wtedy w posiadaniu syna zmarłego przyjaciela Witkacego, Teodora Białynickiego-Biruli. W 2018 roku słupskie muzeum posiadało kolekcję obejmującą ponad 260 prac Witkacego, która jest największą kolekcją prac artysty na świecie.

## Odznaczenia
- Złoty Wawrzyn Akademicki (5 listopada 1935)[59].

## Dziedzictwo

### Patron
- Stanisław I. Witkiewicz jest patronem LXIV Liceum Ogólnokształcącego w Warszawie[60], XXI Liceum Ogólnokształcącego w Krakowie[61] oraz Liceum Plastycznego w Słupsku[62]
- Nagroda im. Stanisława Ignacego Witkiewicza (1983) przyznawana przez Polski Ośrodek Międzynarodowego Instytutu Teatralnego.
- Imię Stanisława Ignacego Witkiewicza noszą dwa teatry dramatyczne: Nowy Teatr im. Witkacego w Słupsku (1946) i Teatr im. Stanisława Ignacego Witkiewicza w Zakopanem (1985).

### Odniesienia w kulturze masowej
- 1977: Marek Grechuta i Teatr STU – wykorzystane teksty Witkacego na płycie Szalona lokomotywa[63]
- 1981: Jacek Kaczmarski w albumie Muzeum – utwór „Autoportret Witkacego”[64][56]
- 1985: film Tumor Witkacego[65].
- 1986: Zbigniew Raj (muzyka do poezji, wokal) w filmie „Twarze Witkacego, czyli regulamin firmy portretowej”[66]
- 1990: Jacek Kaczmarski w albumie Kosmopolak – utwór „Witkacy do kraju wraca”[67][57]
- 1998: Voo Voo w albumie Oov Oov – utwór „Pusz się”
- 2006: Jacek Kaczmarski w albumie Radio Wolna Europa vol. 2 (część zestawu Suplement) – utwór „Rymowanka zza grobu”[68][55]
- 2010: Mistyfikacja – postać Witkacego grana jest przez Jerzego Stuhra[69][70]
- 2022: Niebezpieczni dżentelmeni – postać Witkacego grana jest przez Marcina Dorocińskiego

### Instytut Witkacego
Fundacja Instytut Witkacego powołana została do istnienia 30 lipca 2015 roku w Warszawie. Wśród fundatorów znaleźli się: Janusz Degler, Lech Sokół, Jan Gondowicz. Celem Instytutu jest „upowszechnianie twórczości artystycznej i dorobku naukowego, a także wiedzy o życiu, rodzinie i otoczeniu Stanisława Ignacego Witkiewicza, poszukiwanie jego zaginionych dzieł, gromadzenie, digitalizacja, konserwacja, opracowanie naukowe i udostępnianie zbiorów o charakterze muzealnym i archiwalnym, działanie na rzecz nadania właściwej rangi międzynarodowej temu najwszechstronniejszemu, najbardziej przenikliwemu w diagnozach społecznych i historiozoficznych, a także najpłodniejszemu polskiemu artyście, pisarzowi i filozofowi”. Wykonując swoje zadania fundacja organizuje, a także obejmuje patronatem wydarzenia odnoszące się do osoby pisarza, takie jak wystawy, konkursy czy konferencje.
W 2016 roku Instytut Witkacego nabył odnalezioną w Paryżu korespondencję Stanisława Ignacego Witkiewicza z francuskim farmakologiem Alexandrem Rouhierem.
Fundacja zajmuje się także redagowaniem i wydawaniem naukowo-artystycznego półrocznika „Witkacy!”, którego pierwszy numer ukazał się 24 lutego 2016 roku. Redaktorem naczelnym pisma jest historyczka literatury Małgorzata Vražić. Czasopismo w całości poświęcone jest postaci Stanisława Ignacego Witkiewicza i zawiera poświęcone mu artykuły naukowe, wywiady i eseje tworzone przez autorów z kraju i zagranicy. Do tej pory (stan na 2022) ukazało się 12 numerów pisma.

### Podmiotowa
- S.I. Witkiewicz, Dzieła zebrane. Red.: Anna Micińska, Janusz Degler i Lech Sokół. Wstęp: Jan Błoński. Warszawa od 1992 – nieukończona, z inicjatywy Anny Micińskiej.
- S.I. Witkiewicz, Pisma filozoficzne i estetyczne. Warszawa 1974–1978, tomy I–IV.
- S.I. Witkiewicz,Bez kompromisu. Pisma krytyczne i publicystyczne. Oprac. Janusz Degler. Warszawa 1976.
- S. Witkiewicz, Listy do syna, Warszawa 1969.

### Przedmiotowa
- Bocheński, Tomasz: Witkacy i reszta świata. Łódź: Wydawnictwo Officyna, 2010. ISBN 978-83-929572-9-4.
- Błoński, Jan: Witkacy: sztukmistrz, filozof, estetyk. Wyd. 2. Kraków: Wyd. Lit., 2001. ISBN 83-08-03073-4.
- Degler, Janusz: Witkacy w teatrze międzywojennym. Warszawa: WAiF, 1973. [b. ISBN].
- Dombrowski, Maciej: Filozofia i nauka: Trudne związki: Metallmann – Witkiewicz – Gawecki. Toruń: WN UMK, 2011. ISBN 978-83-231-2763-5.
- Kosnarewicz, Andrzej: Witkiewicz Stanisław Ignacy. [Hasło w:] Słownik psychologów polskich. Red. Kosnarewicz, Elwira; Rzepa, Teresa; Stachowski, Ryszard. Poznań: UAM, 1992; s. 211–213. [b. ISBN].
- Michalski, Bohdan: Polemiki filozoficzne Stanisława Ignacego Witkiewicza. Warszawa: PIW, 1979. ISBN 83-06-00020-X.
- Micińska, Anna: Istnienie Poszczególne: Stanisław Ignacy Witkiewicz. Wrocław: Wyd. Dolnośląskie, 2003. ISBN 83-7384-033-8.
- Nowotny-Szybistowa, Magdalena: Osobliwości leksykalne w języku Stanisława Ignacego Witkiewicza. Wrocław: Ossolineum, 1973. [b. ISBN].
- Pinkwart, Maciej: Wariat z Krupówek. Nowy Targ: „Wagant”, 2015. ISBN 978-83-935649-6-5.
- Puzyna, Konstanty: Witkacy. Warszawa: „Errata”, 1999. ISBN 83-907833-6-3.
- Siedlecka, Joanna: Mahatma Witkac. Wyd. 3. popr. i uzup. Warszawa: „Prószyński i S-ka”, 2005. ISBN 83-7469-122-0.
- Witkacy – malarstwo. Oprac. Żakiewicz, Anna. Wyd. 2. Olszanica: Wydawnictwo BoSz, 2015. ISBN 978-83-7576-246-4.
- Witkacy – malarz. Oprac. Jakimowicz, Irena. Wyd. 2. Warszawa: WAiF, 1987. ISBN 83-221-0305-0.
- Żakiewicz, Anna: Witkacy (1885-1939), Warszawa: Edipresse, „Ludzie Czasy Dzieła”, 2006. ISBN 83-7477-053-8.
- Zgodzińska-Wojciechowska, Beata; Żakiewicz, Anna: Witkacy – Stanisław Ignacy Witkiewicz: Kolekcja dzieł Stanisława Ignacego Witkiewicza w Muzeum Pomorza Środkowego w Słupsku. Warszawa: WAiF, 2001. ISBN 83-01-13602-2.